# Бней Сахнін
«Бней Сахнін» (івр. איחוד בני סכנין Іхуд бней Сахнін, араб. اتحاد أبناء سخنين Ітіхад абна Сахнін — «Сини Сахніну») — ізраїльський футбольний клуб з міста Сахнін, який виступає у Прем'єр-лізі. Заснований в 1991 році.

## Історія
Футбольна команда була створена в кінці 70-х років, стартувавши в шостому дивізіоні чемпіонату Ізраїлю. У 2003 році дебютувала в ізраїльській Прем'єр-лізі і в перший же рік стала володарем Кубка Ізраїлю після перемоги над хайфським «Хапоелем», тим самим ставши першим в історії Ізраїлю арабським клубом, який завоював який-небудь титул. На наступний сезон клуб успішно подолав відбірковий етап Кубка УЄФА, програвши після цього в першому колі англійському «Ньюкаслу».
Незважаючи на велику симпатію до команди з боку єврейської громадськості, в сезоні 2004/05 клуб часто піддавався критиці з огляду брутального стилю гри, що диктувався тодішнім тренером Еялем Лахманом. У підсумку після низки поразок Лахмана було звільнено, стиль гри дещо пом'якшав і команда все-таки зберегла місце в Прем'єр-лізі.
До сезону 2005/06 у клубу не було власного поля, однак потім домашньою ареною став побудований стадіон «Доха», частково профінансований урядом Катару і названий на честь столиці цієї держави.
За підсумками чемпіонату 2007/08 Сахнін завершив сезон на четвертому місці; після цього досягнення перед початком наступного сезону клуб покинули провідні гравці Маор Бузагло і Егія Явруян заради «Маккабі» з Тель-Авіва, і тренер Еліша Леві — у «Маккабі» (Хайфа).

## Досягнення
- Володар Кубка Ізраїлю (1): 2004

## Відомі гравці
- Єгошуа Файгенбаум
- Юрій Габіскірія